# Eukalyptusöl
Eukalyptusöl (lateinisch Oleum eucalypti, französisch essence d'eucalypte, englisch eucalyptus oil) ist eine Sammelbezeichnung für verschiedene ätherische Öle, die aus den Blättern von Eukalyptus-Arten gewonnen werden. Eukalyptusöl ist eine dünne, farblose, blassgrünliche oder blassgelbe Flüssigkeit von aromatischem, schwach an Kampfer erinnerndem Geruch, mit geringer Rechtsdrehung und einem spezifischen Gewicht von 0,910 bis 0,930.

## Gewinnung

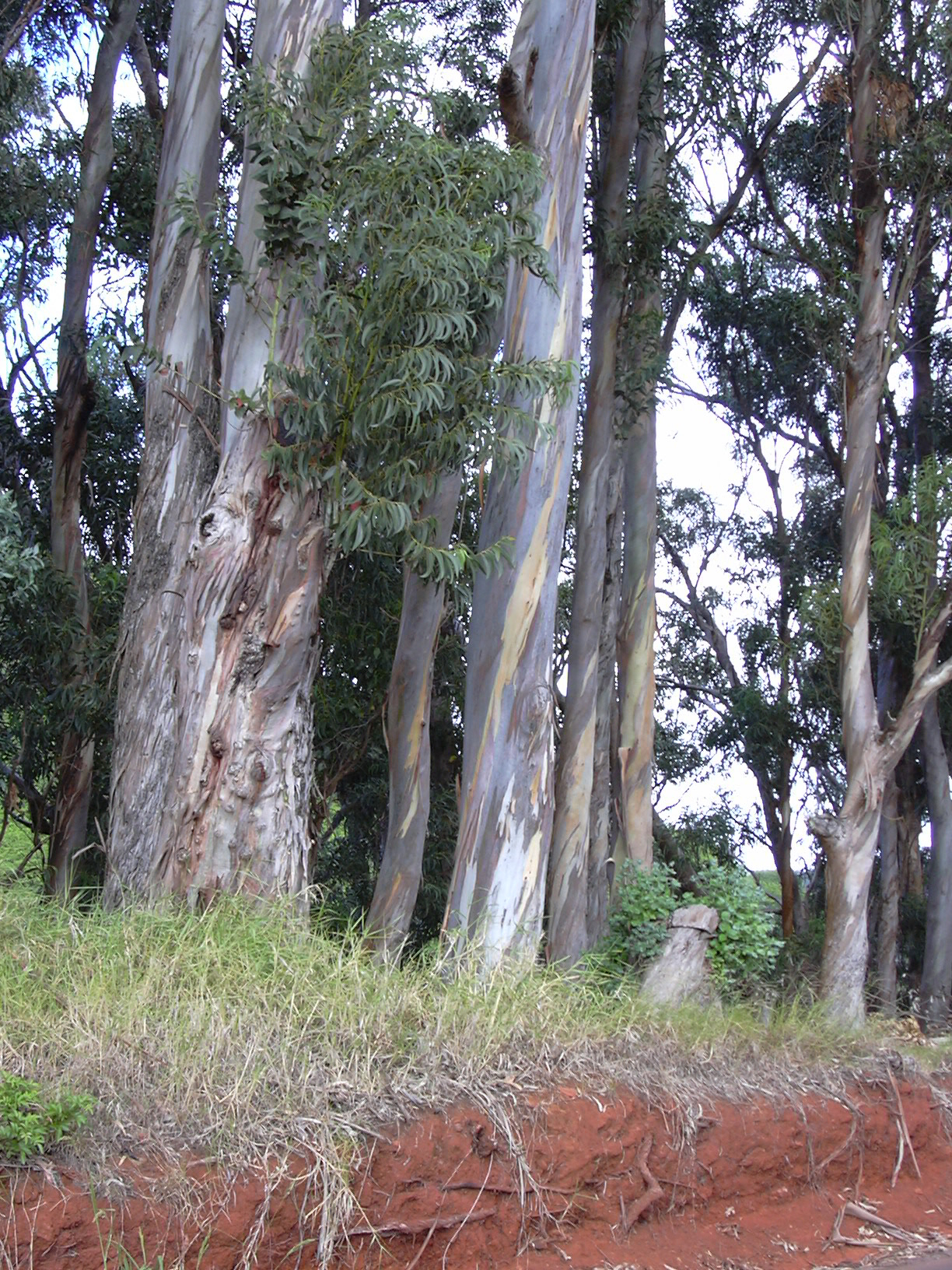
Eukalyptusbaum (Eucalyptus globulus)

Von der Pflanzengattung Eucalyptus gibt es über 600 Arten, jedoch werden nur aus rund 20 Arten  ätherische Öle gewonnen. Die wichtigste dieser Arten ist Eucalyptus globulus. Hauptanbaugebiet ist China (3000–4000 Tonnen Eukalyptusöl/Jahr), früher waren es Spanien, Portugal, Brasilien, Argentinien. Eukalyptusbäume wachsen mehrmals nach einer Fällung wieder nach, allerdings wächst jede aus dem Baumstumpf sprießende Generation langsamer als die vorige.
Durch Wasserdampfdestillation des Holzes wird ein Rohöl mit einem Anteil von 60 % 1,8-Cineol und zahlreichen hustenreizenden Aldehyden erhalten. Durch Behandlung mit Lauge (Kalk oder Natronlauge) und Rektifikation – wobei die hustenreizenden Monoterpene abgetrennt werden – wird das Eukalyptusöl gewonnen (1,8-Cineol-Gehalt bis zu 90 %).

## Inhaltsstoffe
Reines Eukalyptusöl besteht zu 60 bis 80 % aus dem früher Eukalyptol genannten 1,8-Cineol (über 70 %). Im Rohöl finden sich die zum Husten reizenden Aldehyde der Buttersäure, Capronsäure und Baldriansäure.
Eukalyptusöl (Eucalyptus oil, Eucalypti aetheroleum) nach dem Europäischen Arzneibuch (Ph. Eur.) ist das durch Wasserdampfdestillation und Reinigung aus den frischen Blättern und endständigen Zweigen gewonnene ätherische Öl aus 1,8-Cineol-reichen Eukalyptusarten (insbesondere Eucalyptus globulus Labill., Eucalyptus polybractea R.T.Baker und Eucalyptus smithii R.T.Baker). Es enthält bis zu 10,0 % α-Pinen, bis zu 1,5 % β-Pinen, maximal 0,3 % Sabinen, bis zu 1,5 % α-Phellandren, bis zu 15,0 % Limonen, mindestens 70,0 % 1,8-Cineol und maximal 0,1 % Campher.
Eine andere Sorte von Eucalyptus amygdalina unterscheidet sich von der vorstehenden durch ihre Linksdrehung, die auf einem Gehalt an Phellandren beruht.

## Verwendung

### Medizin
Eukalyptusöl findet Anwendung bei Husten, Grippe (Influenza), Heiserkeit in Form von Eukalyptus-Bonbons (bzw. vier bis sechs Tropfen Eukalyptusöl (200 mg) auf ein Zuckerstück) oder mittels Inhalation (20 Tropfen) der Dämpfe eines heißen Wasserbads mit Eukalyptusöl. Ferner wird aufgrund seiner entzündungshemmenden und entkrampfenden Wirkung auch oft bei rheumatischen Beschwerden und Muskelschmerzen empfohlen.

### Technische Nutzung
Eukalyptusöl wird technisch als Lösungsmittel für Harze zur Herstellung von Lacken empfohlen und dient als Ausgangsmaterial zur Herstellung von Cineol.

## Antimikrobielle Aktivität
Eukalyptusöl hat eine antimikrobielle Aktivität gegen Bakterien wie E. coli, Staphylococcus aureus, Streptococcus faecalis, Mycobacterium avium. Es wirkt fungizid gegen Candida tropicalis, Candida albicans, Aspergillus niger, Aspergillus aegypticus und andere. Aufgrund dieser Wirkungsmechanismen wird Eukalyptusöl auch häufig in Seifen oder Mundspülungen verwendet, um Infektionen vorzubeugen.
Teebaumöl und Manukaöl sind ähnliche Öle mit antimikrobieller Wirkung.